# ۱۱ مه
۱۱ مه در تقویم گرگوری، صد و سی و یکمین (در سال‌های کبیسه صد و سی و دومین) روز سال است. ۲۳۴ روز تا پایان سال باقی است.

## رویدادها
- ۱۳۱۰ - ۴۵ شوالیه معبد در فرانسه به اتهام الحاد در آتش سوزانده شدند.
- ۱۸۵۸ - مینه‌سوتا سی و دومین ایالت آمریکا شد.
- ۱۸۶۷ - لوکزامبورگ استقلال خود را به دست آورد.
- ۱۹۴۹ - سیام رسماً برای دومین بار نام خود را پس از یک بازگشت به تایلند تغییر داد.
- ۱۹۴۹ - اسرائیل به عضویت سازمان ملل متحد درآمد.
- ۱۹۶۰ - چهار مأمور سرویس اطلاعات خارجی اسرائیل، موساد آدولف آیشمان مسئول اداره امور مربوط به یهودیان در دفتر مرکزی امنیت رایش را در بوینس آیرس پایتخت آرژانتین که با نام جعلی ریکاردو کلمنت زندگی می‌کرد دستگیر کردند. او به اسرائیل منتقل شد و دو سال بعد به اتهام چندین جرم از جمله جنایت علیه قوم یهود در این کشور محاکمه و اعدام شد.
- ۱۹۹۵ - بیش از ۱۷۰ کشور پیمان ان پی تی را به اندازه نامحدود و بدون پیش شرط گسترش دادند.
- ۱۹۹۷ - دیپ بلو کامپیوتر شطرنج بازی که توسط شرکت آی‌بی‌ام ساخته شده بود و با شکست گری کاسپاروف با نتیجه ۳٬۵ به ۲٬۵ در ۶ مسابقه، نخستین کامپیوتری شد که توانسته‌است یک قهرمان شطرنج جهان را شکست دهد.
- ۱۹۹۸ - هند سه بمب اتمی را به صورت زیرزمینی آزمایش کرد.
- ۲۰۱۰ - دیوید کامرون در راس اولین دولت ائتلافی بعد از جنگ دوم جهانی به نخست وزیری بریتانیا گماشته شد.
- ۲۰۱۳ - در اثر انفجار دو خودروی بمب‌گذاری شده شهر ریحانلی ترکیه دست کم ۴۶ تن کشته شدند. دولت ترکیه عامل این انفجارها را سرویس اطلاعاتی کشور همسایه، سوریه معرفی کرد.
- ۲۰۱۴ - در اثر پرتاب گاز اشک آور توسط پلیس برای مقابله با آشوبگران پس از یک مسابقه فوتبال در کینشاسا پایتخت جمهوری دموکراتیک کنگو ۱۵ تن کشته و ۴۶ تن دیگر زخمی شدند.

## زادروزها
- ۱۸۶۹ - آرچیبالد واردن، تنیس باز بریتانیایی
- ۱۹۰۴ - سالوادور دالی، نقاش فراواقع‌گرای اسپانیایی
- ۱۹۲۴ - آنتونی هویش، ستاره‌شناس رادیویی بریتانیایی.
- ۲۰۰۹ - ناتاشا ریچاردسون، بازیگر آمریکایی.
- ۱۹۰۶ - ژاکلین کاکرن، از نخستین زنان خلبان نیروی هوایی آمریکا.
- ۱۹۸۴ - آندرس اینیستا بازیکن اسپانیایی فوتبال.
- ۱۹۹۰ - فوز الفهد، مدل، بلاگر، طراح مد و فعال رسانه‌های اجتماعی کویتی. [۱]
- ١٩٩٩ - كيم هى يونگ عضو گروه نه نفره كره اى، SF9.

## مرگ‌ها
- ۹۱۲ - لئوی ششم، امپراتور بیزانس
- ۱۳۰۴ - غازان پسر ارغون، ایلخان مغول
- ۱۹۸۱ - باب مارلی، خواننده صاحب سبک رِگِی، آهنگساز، نوازنده گیتار و فعال اجتماعی جامائیکایی.